# Dagbog fra Midten
Dagbog fra Midten er en dokumentarfilm af Christoffer Guldbrandsen, der følger det politiske parti Ny Alliance fra kort efter partiets start og frem til folketingsvalget i november 2007. Filmen består hovedsageligt af klip, der følger Naser Khader og dennes spindoktor Rasmus Jønsson. De øvrige ledende medlemmer af partiet optræder også, men mest i samspil med disse to. Filmen blev modtaget som et enestående, og til tider dybt pinligt, indblik i konflikterne mellem de ledende personer . Filmen blev først offentliggjort efter at Naser Khader havde bekendtgjort, at han forlod partiet (på daværende tidspunkt Liberal Alliance) for at blive løsgænger – formodentlig fordi den kunne give ham samarbejdsproblemer i forhold til resten af partiet.

## Fodnoter
1. ↑  Anmeldelse i Politiken
2. ↑  Foromtale på DR's hjemmeside